# Johannes Joseph Schweitzer
Johannes Joseph Schweitzer (* 19. März 1831 in Walldürn; † 2. Februar 1882 in Freiburg im Breisgau) war ein deutscher katholischer Geistlicher, Domkapellmeister und Komponist.

## Leben
Bereits während seiner Volksschulzeit in Walldürn wirkte Schweitzer als Sängerknabe und später Geiger bei der Kirchenmusik in Walldürn mit. Weitere Schulausbildung erhielt er in Mannheim, Tauberbischofsheim und Wertheim, wo er 1851 das Abitur ablegte. Regelmäßigen Musikunterricht genoss er in seiner Zeit in Mannheim.
Schweitzer studierte in Freiburg Katholische Theologie und wurde dort 1855 zum Priester geweiht. Weitere musikalische Studien zu Harmonielehre, Choralfigurationen und Imitationen sowie des „so wichtigen Contrapunktes und Fugensatzes“ betrieb er während seiner Reisen 1857 und 1859/60 in München und Paris. Seine Lehrer waren vermutlich Julius Joseph Maier und Joseph Rheinberger in München und Napoléon-Henri Reber in Paris.
Als Mitglied der Freiburger Domkapelle übernahm er ab 1858 als Vertretung mehr und mehr die Aufgabe des kränkelnden Domkapellmeisters Leopold Lumpp. Als dessen Nachfolger wurde er 1869 der zweite Freiburger Domkapellmeister. Diese Tätigkeit übte er bis zu seinem Tode 1882 aus. Sein Nachfolger wurde sein Bruder Gustav Alois Schweitzer (1847–1916).

## Werke
Viele seiner Kompositionen, vor allem die frühen Deutschen Messen, einige seiner lateinischen Messen und manche seiner Liedersammlungen waren in der Erzdiözese Freiburg und darüber hinaus weit verbreitet. Seine Marienlieder im Volkston op. 28 erlebten 1908 bereits die 10. Auflage. Die meisten Werke Schweitzers sind homophon, mit allenfalls in Ansätzen vorhandenem Kontrapunkt, dabei gefällig und sängerisch so einfach wie möglich, harmonisch in der Sprache seiner Zeit verfasst.

### Werkverzeichnis
Erstellt von seinem Neffen Carl Schweitzer:
- Melodien zum Handbüchlein der Erzbruderschaft der Ewigen Anbetung (1858)
- op. 1: Geistliche Lieder für Sopran, Alt, Tenor, Baß
- op. 2: Fromme Lieder für 3 Singstimmen (1859)
- op. 3: Religiöse Männerchöre
- Liederbuch für die Gesellen- und Jünglingsvereine
- op. 4: Sechs Singmessen für Sopran, Alt, Tenor und Baß (Der Reinertrag war für die Gründung einer Volksbibliothek in Walldürn mit 800 Bänden bestimmt.)
- G-Dur-Messe für Männerchor
- op. 8: Leichte Messe Nr. 2 für 1- und 2-stimmigen Chor mit Orgel
- op. 10: Lat. Messe für 2 Sopran, 1 Alt und 1 Tenor in F-Dur (1862)
- op. 11: Messe in C-Dur für Männerstimmen (Cäcilienvereins-Katalog Nr. 168)
- op. 12: Lieder und Gesänge zum hl. Herzen Jesu
- op. 13: Messe zu Ehren des hl. Aloysius für Sopran, Alt, Tenor und Baß mit Orgel (1866), dieselbe wurde 1869 instrumentiert (Cäcilienvereins-Katalog Nr. 530)
- op. 14: Messe in hon. B. Mariae Virg. (bei Böhm)
- op. 15: 50 Kath. Kirchengesänge für Sopran, Alt, Tenor und Baß (Cäcilienvereins-Katalog Nr. 224)
- op. 16: Requiem für 3stimm. Männerchor und Orchester (Cäcilienvereins-Katalog Nr. 167)
- op. 17: Frühlingslieder für 1 Singstimme und Pianoforte
- op. 18: Messe zu Ehren Johannes des Täufers für Sopran, Alt, Tenor und Baß in D-Moll. Mit oder ohne Orgel oder Orchester. (27. Dezember 1872. Cäcilienvereins-Katalog Nr. 221)
- op. 19: Orgelstücke, Modulationen, Vor- und Zwischenspiele für Kirche, Schule und Haus. (Cäcilienvereins-Katalog Nr. 223)
- op. 20: Fünf Geistliche Gesänge für Sopran, Alt, Tenor und Baß zu Behrles „Tobias“
- op. 21: Drei Lieder zu Weickums „Columbus“
- Gesanges Weihe 1873
- op. 22: Vier Chöre zu Weickums Festspiel „Die Herrlichkeit des Herrn“ (4. März 1874)
- op. 23: Josefsmesse in G-Dur und E-Moll (5. April 1875, Cäcilienvereins-Katalog Nr. 572)
- Kantate für 3 Singstimmen und Harmonium. Text: „Es blühen drei Blümchen“, für die Waisenkinder unter H. Dompräbendar Hauser (1875)
- Lied des Gefangenen aus dem Lustspiel „Der Befreite“ für die Lätitia
- Graduale auf Christi Himmelfahrt, 5-stimmig (12. April 1875)
- Pius-Kantate, für Männerchor arrangiert (19. Mai 1875)
- op. 23: Vier Männerchöre, Sacramentale Lieder für Männerchor, arrangiert für Blechmusik
- Grad. Protector noster für den 5. Sonntag nach Pfingsten für gem. Chor (31. Mai 1875)
- Lobgesang aus den Tageszeiten des hlgst. Herzen Jesu, für Sopran, Alt und Harmonium (2. Juni 1875)
- Convertere, Grad. auf den 6. Sonntag nach Pfingsten (5. Juni 1875)
- Hic est, qui venit, Graduale in Fest. pretios. sanguinis für gem. Chor (10. Juni 1875)
- op. 24: Motetten, Offertorien und Gradualien
- op 25: Cäcilienmesse, 5-stimmig (15. Februar 1878)
- Kantate zur Thronbesteigung Leo XIII. für 4 Männerstimmen, 4 Posaunen und Orgel (März 1875)
- op. 26: Kindheit Jesumesse, für Sopran, Alt, Tenor und Baß
- op. 27: Missa in hon. SS. Angelorum custodum, für Sopran, Alt, Tenor und Baß
- op. 28: 30 Marienlieder im Volkston für 2 Singstimmen mit Orgel  (Cäcilienvereins-Katalog Nr. 504)
- op. 29: Musikbeilage zu Weickums Weihnachtsspiel
- op. 30: Manuale cantus choralis und Organum comitans dazu
- op. 31: Orgelbegleitung zu den Melodien des Bruderschaftsbüchleins
- op. 32: Missa in hon. Conceptionis immac. B.M.V. (nachgelassenes Werk 1884) in H-Moll